# Bedřich Král
Bedřich Král (16. dubna 1870 Rychnov nad Kněžnou – 28. srpna 1938 České Budějovice) byl český politik, advokát, a v letech 1923 až 1927 starosta města Českých Budějovic.

## Životopis
Bedřich Král se narodil 16. dubna 1870 v Rychnově nad Kněžnou.
Jeho původním zaměstnáním byl úředník finanční správy ve východních Čechách a účastník bojů za zrovnoprávnění češtiny ve státních úřadech v roce 1897. V roce 1919 byl z Hradce Králové přeložen do Českých Budějovic. I nadále byl politicky aktivní a dne 29. září 1923 byl zvolen starostou města České Budějovice. Ve funkci nahradil Otakara Svobodu.
Jeho vedení města bývá chváleno za zmírnění bytové krize rozsáhlou výstavbou městských nájemních domů a stavbou krematoria. Kritizován bývá za takzvanou kočičí aféru, jindy označovanou jako Masakr koček, která se udála na začátku roku 1924. Jednalo se o usmrcení koček nakažených vzteklinou. Kočky byly zaživa odvezeny do městské plynárny, kde byly hromadně usmrceny plynem. Událost vyvolala značný ohlas v domácím i zahraničním tisku.
Jeho mandát skončil v roce 1927. Nahradil ho právník Albín Dlouhý.
Bedřich Král zemřel 28. srpna 1938 v Českých Budějovicích. Pohřben byl na hřbitově svaté Otýlie.